# Asparagus curillus
Der Asparagus curillus ist eine Pflanzenart aus der Gattung Spargel (Asparagus) in der Familie der Spargelgewächse (Asparagaceae).

## Merkmale
Asparagus curillus ist ein Strauch, der im tropischen und gemäßigten Klima (1000–2250 Meter Höhe) des zentralen Himalaya verbreitet ist.
Es ist als Shatawar in der traditionellen ayurvedischen Medizin bekannt, in der es als Milderungsmittel, als Kräutertonikum, zur Beendigung von Schwangerschaften und zur Behandlung von Gonorrhoe und Diabetes verwendet wird. Diese Pflanze enthält Oligospirostanoside, Oligofurostanoside, Sarsasapogenin-Glycosid, steroidale Saponine und steroidale Glycoside.